# Boquim (ort)
Boquim är en ort i Brasilien.   Den ligger i kommunen Boquim och delstaten Sergipe, i den östra delen av landet, 1 200 km öster om huvudstaden Brasília. Boquim ligger 162 meter över havet och antalet invånare är 14 848.
Terrängen runt Boquim är huvudsakligen platt. Boquim ligger uppe på en höjd. Boquim är det största samhället i trakten.
Omgivningarna runt Boquim är huvudsakligen savann. Runt Boquim är det ganska tätbefolkat, med 108 invånare per kvadratkilometer.